# Pituna poranga
Pituna poranga es un pez de la familia de los rivulinos en el orden de los ciprinodontiformes.

## Morfología
Los machos pueden alcanzar los 3,3 cm de longitud total y las hembras hasta 2,8 cm.

## Distribución geográfica
Se encuentran en Sudamérica: Brasil.